# Кинематограф Армении
Армянское кино́ — киноискусство и киноиндустрия Армении.
Первый армянский фильм на армянскую тематику был создан в 1912 г. в Каире Вааном Зардаряном.
Первыми кинокадрами армянского кинематографа являются кадры снятые оператором Дигмелевым в 1911 году в Св. Эчмиадзине. Историческая киносъёмка запечатлела похоронную процессию Католикоса всех армян Маттеоса II. Эти кадры считались утерянными и были найдены в 2013 году кино -документалистами братьями С. и Т. Матосян.

## Вклад этнических армян в кинематограф других стран
Одной из основных особенностей армянского кино следует отметить присутствие армянской диаспоры кинематографа, в США, России, Франции армянские продюсеры, режиссёры и актёры пользуются большой популярностью, стоит отметить Кирка Киркоряна в США, владеющего одной из самых мощных киноиндустрий США — MGM (Metro Goldwyn Mayer), также вклад армян в формирование и создание современной киноиндустрии России. Во многом именно армяне диаспоры, добившиеся большой славы и популярности за рубежом, а также имеющие богатый опыт в этой сфере, способствовали созданию и развитию в Армении современной киноиндустрии, фестиваля «Золотой Абрикос» и т. д.

### Дудук в кино
В 2005 году музыка, исполняемая на армянском дудуке, была признана шедевром Всемирного нематериального культурного наследия ЮНЕСКО.
Сегодня мы можем услышать дудук во множестве кинофильмов. Он стал одним из популярнейших инструментов и для исполнения музыки к голливудским саундтрекам. Первым фильмом с мировым именем, в котором прозвучал дудук, стало «Последнее искушение Христа». Затем последовали другие фильмы и телесериалы. Наиболее известные из них перечисляются в нижеследующем списке
- «Арарат»;
- «Русский дом»;
- «Ворон»;
- «Зена — королева воинов»;
- «Онегин»;
- «Гладиатор»;
- «Халк»;
- «Александр»;
- «Страсти Христовы»;
- «Мюнхен»;
- «Сириана»;
- «Код да Винчи»
- «Пепел и снег» (Ashes and Snow);
- «ВОДА. Прекрасная и опасная» (док.фильм) Архивная копия от 14 марта 2010 на Wayback Machine.
- Home

## Армянский международный кинофестиваль «Золотой Абрикос»
Золотой абрикос (арм. — Ոսկե Ծիրան) — ежегодный кинематографический фестиваль, проводимый в июле в Ереване (Армения) при содействии Министерства культуры Армении. Кинофестиваль, по традиции, имеет три основные программы — международный конкурс игрового и документального кино, а также конкурс «Армянская панорама».
В первом году кинофестиваля принимали участие только армянские фильмы, а уже начиная со второго раза всё чаще участвуют иностранные кинематографисты.
Международный кинофестиваль «Золотой абрикос» является побратимом Роттердамского и Пусанского международных кинофестивалей.

## Аллея звезд деятелей армянского кино
Аллею звезд деятелей армянского кино открыл в Ереване в день открытия кинофестиваля «Золотой Абрикос 2010», архитектор аллеи Гамлет Хачатрян.
Первые звезды на Аллее будут носить имена режиссёров, вошедших в каталог мирового кино. Это Амо Бекназарян, Рубен Мамулян, Сергей Параджанов и Анри Верней. «Меня не простят многие, поскольку и Фрунзе Довлатян, и Генрих Малян, и Степан Геворкянц достойны этой чести, но нам нужно время, чтобы последовательность была правильной. Каждый год на аллее будет добавляться по 3-4 звезды»,- подчеркнул Арутюн Хачатрян — режиссёр, директор кинофестиваля «Золотой абрикос».

## Актёры и актрисы армянского кино
См. также: Категория:Актёры Армении
- Абазян, Геворг Николаевич
- Абелян, Ованес Артемьевич
- Абрамян, Хорен Бабкенович
- Айвазян, Агаси Семёнович
- Асрян, Арусь Арутюновна
- Бек-Назаров, Амбарцум Иванович
- Вагаршян, Вагарш Богданович
- Вардересян, Вардуи Карапетовна
- Гулазян, Ольга Николаевна
- Гаспарян, Азат Николаевич
- Джигарханян, Армен Борисович
- Довлатян, Фрунзе Вагинакович
- Исраелян, Сергей Хоренович
- Казарян, Ашот Суренович
- Котанджян, Рафаэль Артёмович
- Манарян, Ерванд Христофорович
- Манукян, Гуж Александрович
- Мартиросян, Гарик Юрьевич
- Масчян, Анаит Акоповна
- Мкртчян, Фрунзик Мушегович
- Саакян, Ваграм
- Саркисян, Сос Арташесович
- Туманян, Алла Михайловна
- Тумасян, Артур Львович
- Хачанян, Амвросий
- Хостикян, Армен Исаакович
- Элбакян, Анна Абрамовна
- Элбакян, Армен Эдгарович
- Элбакян, Лили Арменовна
- Элбакян, Эдгар Георгиевич

## Армяне — звезды кино

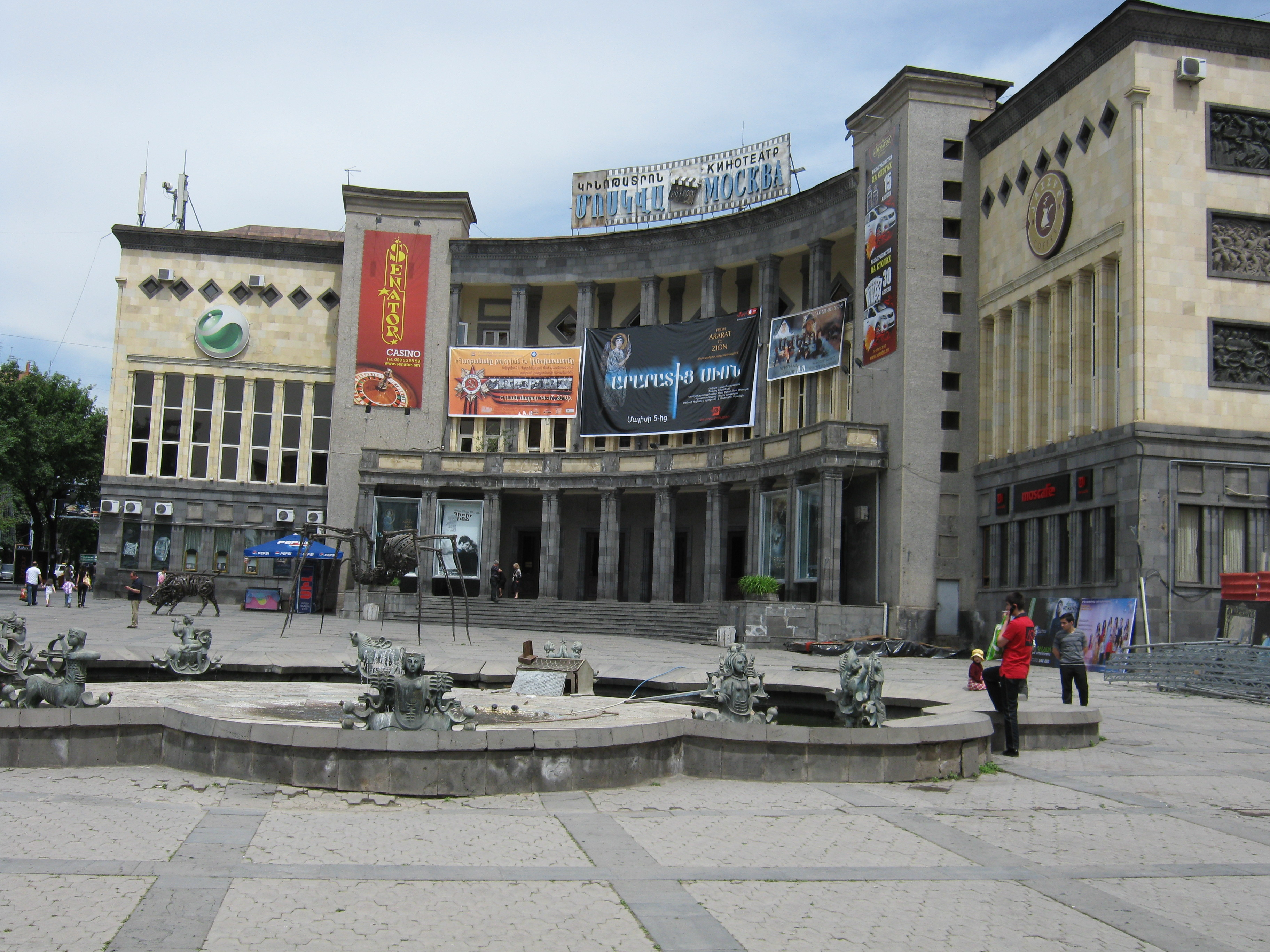
Кинотеатр «Москва» в Ереване

- Хайг (Айк) Актерян — румынский режиссёр кино и театра
- Эд Алберьян — американский актёр телевидения и сцены
- Арам Авакян — американский режиссёр
- Серж Аведикян — французский режиссёр, актёр, продюсер, сценарист
- Авет Аветисян — актёр театра и кино
- Александр Адабашьян — кинодраматург, художник, режиссёр, актёр
- Симон Абкарян — французский актёр (Арам, Казино «Рояль»)
- Грегуар Аслан (Григор Асланян) — американский актёр (Клеопатра 1963)
- Рауль Аслан — австрийский актёр
- Крис Астоян — американский актёр
- Дэвид Элпай — канадский актёр, продюсер (Арарат, телесериал Тюдоры)
- Мэри Апик (Юсифян) — иранская актриса, продюсер
- Артинян Араз — канадский режиссёр, сценарист
- Лев Атаманов (Атаманян) — один из основателей советской мультипликации
- Росс Багдасарян — актёр, певец, создатель Элвин и бурундуки
- Ричард Бакалян — актёр, сценарист, продюсер
- Аракси Балабанян — бразильская актриса, звезда телесериалов
- Роман Балаян — режиссёр
- Адриенн Барбо — актриса (США)
- Амо Бекназарян — киноактёр, режиссёр, сценарист, основатель армянской кинематографии
- Ален Берберян — французский режиссёр, сценарист
- Франсуа Берлеан— французский актёр
- Эрик Богосян — актёр, драматург, сценарист
- Луиза Бозабалян — актриса, певица (Ливан)
- Вартан, Майкл — французско-американский актёр
- Сильви Вартан — французская актриса и певица
- Франсис Вебер[4] — французский кинорежиссёр и сценарист
- Анри Верней (Ашот Малакян) — французский кинорежиссёр (Сицилийский клан, Труп моего врага, Обезьяна зимой, Майрик и др.)
- Сергей Газаров — актёр, режиссёр
- Михаил Галустян — шоумен
- Карла Гарапедян — американский документальный режиссёр
- Робер Гедигян — французский режиссёр, продюсер, сценарист
- Акоп Гудсузян — канадский режиссёр, сценарист
- Майкл А. Гурджиан — актёр, режиссёр, сценарист, продюсер, монтажёр
- Кен Давитян — актёр («Борат»)
- Мариана Дердерян — чилийская актриса (телесериал Плохие девчонки)
- Гурген Джанибекян — актёр
- Армен Джигарханян — актёр
- Тулип Джоши — индийская актриса
- Дэвид Дикинсон (Дэвид Гулессарьян) — актёр, шоумен
- Стив Дилдэриан — режиссёр комедийного телевизионного мультсериала «Жизнь и Злоключения Тима»
- Гавриил Егиазаров — режиссёр
- Алекс Емениджян[5] — главный администратор Metro-Goldwyn-Mayer (США)
- Леонид Енгибаров — клоун-мим, актёр
- Шарль Жерар (Ачемян) — французский актёр (Игрушка)
- Стивен Заиллян — американский сценарист, режиссёр, монтажёр, продюсер
- Ани Ипеккая — турецкая актриса
- Артём Карапетян — актёр, режиссёр
- Ким Кардашян — американская актриса, фотомодель
- Варуж Карим-Масихи (Овсеп Овсепян) — иранский режиссёр
- Артур Эдмунд Кэрью — американский актёр Призрак Оперы (1925), Хижина дяди Тома (1927), Тайна музея восковых фигур (1933)
- Анжелика Каширина (Асланян) — актриса театра и кино
- Ваграм Кеворков— режиссёр-постановщик, актёр
- Сильва Келегиан — актриса (США) Вавилон-5, Закон и порядок, Побег
- Тигран Кеосаян — актёр, режиссёр и сценарист
- Эдмонд Кеосаян — режиссёр, сценарист
- Алек Кешишьян — режиссёр, сценарист, продюсер В постели с Мадонной
- Михаил Коннорс (Крекор Оганян) — актёр (США)
- Лев Кулиджанов — режиссёр
- Люблюба (Купелян) — египетская актриса
- Павел Луспекаев[6] — актёр
- Кеворк Маликян — британский актёр (Индиана Джонс и последний крестовый поход)
- Рубен Мамулян — режиссёр
- Патрик Масбурян — канадский актёр, режиссёр телевидения
- Андреа Мартин — актриса Плутовство, Моя большая греческая свадьба
- Мардик Мартин — сценарист (Нью-Йорк, Нью-Йорк, 1977 и др) (США)
- Георгий Мартиросян — актёр театра и кино
- Армен Медведев — председатель Госкино СССР[7]
- Эдди Мекка (Рудольф Эдвард Мекджян) — американский актёр, известен в основном по сериалу Пятеро под солнцем
- Анна Меликян — режиссёр, сценарист, продюсер
- Фрунзик Мкртчян — актёр
- Родион Нахапетов — актёр, режиссёр и сценарист
- Адиль Нашит — турецкая актриса
- Педро Нерцессян — бразильский актёр (сериалы Уроженец Рио-де-Жанейро, Мутанты, Новый Геркулес)
- Грачья Нерсисян — актёр
- Оганесян, Нерсес Гедеонович — актёр, режиссёр, сценарист
- Ованес Оганян — основатель школы иранского кино
- Томас Оганян[8] — монтажёр, лауреат премии Оскар 2000 г.
- Тургут Озатай — турецкий актёр
- Селим Нашит Озчан — турецкий актёр
- Ваграм Папазян — актёр театра и кино
- Сергей Параджанов — режиссёр
- Кенан Парс (Крикор Кезвечян) — турецкий актёр, продюсер, режиссёр, сценарист
- Махайя Петросян — иранская актриса
- Освальдо Риос — пуэрто-риканский актёр (сериалы Кассандра, Вдова Бланко)
- Георгий Маркарович Саакян — российский актёр
- Алис Саприч — французская актриса
- Анджела Сарафян — актриса (США) сериал «Баффи — истребительница вампиров», Детектив Раш, Мыслить как преступник,Сумерки. Сага. Рассвет
- Деран Сарафьян — актёр, режиссёр, продюсер, сценарист Доктор Хаус, Детектив Нэш Бриджес, Китайский городовой
- Ричард Сарафьян — американский актёр, режиссёр, сценарист «Бэтмен» (1966), Стрелок(1994)
- Теди Сарафьян — американский режиссёр, сценарист, продюсер, композитор (Танкистка, Терминатор 3
- Мушег Сарварьян — иранский режиссёр
- Сос Саркисян — актёр
- Адам Севани — актёр (США)
- Энди Серкис — английский актёр
- Евгений Симонов — режиссёр
- Рубен Евгеньевич Симонов — актёр и режиссёр
- Рубен Николаевич Симонов — актёр и режиссёр
- Аким Тамиров — актёр (США), лауреат премии «Золотой глобус»
- Александру Татос — румынский режиссёр, сценарист
- Нубар Терзян — турецкий актёр
- Дита фон Тиз — американская актриса
- Анта Торос (Антарам Торосян) — турецкая актриса
- Левон Тухикян — актёр
- Фейруз (Пероз Артын Калфаян) — египетская актриса, певица и конферансье
- Арлин Френсис (Газанджян) — актриса, ведущая телевизионного шоу What’s My Line? в течение 25 лет
- Марко Хан (Ханлян) — актёр, «Пираты Карибского моря: Сундук мертвеца», «Пираты Карибского моря: На краю Света»
- Арсине Ханджян — канадская актриса, продюсер(«Экзотика», «Арарат», «Гнездо жаворонка»)
- Дмитрий Харатьян — актёр
- Самуэль Хачикян — иранский режиссёр «Мазандаранский тигр» (1968)
- Сид Хейг (Мосесян) — актёр, победитель категория «лучший актёр» Fangoria Chainsaw Award 2006 за Изгнанные дьяволом
- Александра Хедисон — актриса (США)
- Дэвид Хедисон — актёр (США)
- Аллен и Элберт Хьюз — режиссёры, (Из ада, Книга Илая)
- Левон Чалукян — звукорежиссёр, обладатель премии «Оскар», 1987 г.
- Карен Шахназаров — режиссёр, сценарист, продюсер, генеральный директор киноконцерна «Мосфильм»
- Шер (Шерилин Саркисян) — актриса, певица (США)
- Вэл Эвери (Сепух Тер-Абрамян) — актёр (США)
- Атом Эгоян — режиссёр, сценарист, продюсер, актёр, монтажёр
- Наз Эдвардс — актриса, в т. ч озвучивания на английском языке в сериале аниме Сейлор Мун
- Лиза Роуз Эйпремиан — документальный режиссёр (США)
- Анатолий Эйрамджан (Тер-Григорян) — режиссёр, сценарист, продюсер
- Лаура Эфрикян — итальянская актриса, телеведущая

### Армяне — известные продюсеры
- Александр Акопов — продюсер, владелец Амедия
- Росс Багдасарян Мл. — продюсер, актёр озвучивания Элвин и бурундуки
- Марк Вахрадян — продюсер (Трансформеры, Трансформеры: Месть падших, Трансформеры 3: Тёмная сторона Луны
- Артак Гаспарян — продюсер Самый лучший фильм
- Сергей Даниелян — продюсер
- Рубен Джагинян — продюсер, генеральный директор Шарм Холдинг
- Артур Джанибекян — Генеральный продюсер Комеди Клаб
- Рубен Дишдишян — продюсер, совладелец кинокомпании Централ Партнершип
- Говард Казанджян — продюсер фильмов Индиана Джонс: В поисках утраченного ковчега и Звёздные войны. Эпизод VI: Возвращение джедая
- Валери МакКэффри (Булутян) — продюсер, директор по кастингу
- Арам Мовсесян — зам. Генерального директора Централ Партнершип
- Грег Мурадиан — продюсер (Сумерки, Сумерки. Сага. Затмение)
- Анаид Назарян — исполнительный продюсер Tetro
- Кэтерин Сарафьян — продюсер Пиксар
- Артур М. Саркиссян — продюсер Час пик (1998)
- Таня Сегачан — продюсер фильмов о Гарри Поттере
- Ален Терзян — продюсер, президент французской Академии кинематографических искусств и техник, председатель жюри Каннского кинофестиваля
- Артур Чобанян — продюсер фильмов Адская Кухня, Рокки 2 и Рокки 4
- Тигран Дохалов — основатель и глава старейшего в стране дистрибьютора «West Video», а также «Magnum Pictures»…
- Сергей Мелькумов — генеральный продюсер и основатель кинокомпании «Нон-стоп продакшн»
- Геворг Невсисян — продюсер кинокомпании «Парадиз»
- Армен Адилханян — продюсер кинокомпании «Парадиз»

## Самые известные проекты
- Сериал «Верадарц» («Возвращение»)
- Сериал «Эмигранты» (Канал USArmenia вещает на территории США,а также EUArmenia на Европу и Армению)
- Кино «Ми Вахецир» («Не бойся») — про Нагорно-Карабахский конфликт

## Киностудии Армении
- Арменфильм
- Ереванская студия документальных фильмов
- Киностудия «Айк»
- Мардакертфильм
- Студия телефильмов «Ереван»
- Шарм Холдинг

## Список фильмов

### 1925—1930
- 1925
  - «Намус» (Честь)

- 1926
  - «Шор и Шоршор»
  - «Зарэ»

- 1927
  - «Злой дух»
  - «Раба»
  - «Хас-Пуш»

- 1928
  - «Гашим»
  - «Дом на вулкане»
  - «Замаллу» («Шагалинский мост»)
  - «Пять в яблочко» («Шаг за шагом»)
  - «Шестнадцатый»

- 1929
  - «Вор» («Похититель изобретения»)
  - «Колхозная весна»
  - «Кто виноват?» («Комсомольская правда»)

- 1930
  - «Ануш»
  - «Внимание!»
  - «Всегда готов!»
  - «Ким — дежурный»
  - «Первые лучи» («Ай да ребята»)
  - «Под чёрным крылом» («Сигнал у водопада»)

### 1931—1940
- 1931
  - «Кикос»
  - «Мексиканские дипломаты»

- 1932
  - «Две ночи»
  - «Курды-езиды»
  - «Лодырь»
  - «Поверженные вишапы»
  - «События городе в Сен-Луи» («Забастовка»)

- 1933
  - «Арут» («Двадцать дней») («Три процента»)
  - «Дитя солнца» («Поэма о хлопке»)
  - «Свет и тени)» («На фронте»)

- 1934
  - «Гикор»
  - «Когда цветут сады»

- 1935
  - «Пэпо» — первый армянский звуковой фильм

- 1937
  - «Каро»
  - «Шесть залпов»
  - «Зангезур»
  - «Севанские рыбаки»

- 1939
  - «Горный марш»
  - «Горный поток» («Нерушимая дружба»)
  - «Люди нашего колхоза» («На карте пункт не обозначен»)

- 1940
  - «Храбрый Назар»

### 1941—1950
- 1941
  - «Кровь за кровь»
  - «Огонь в лесу»
  - «Семья патриотов»
  - «Урок советского языка»

- 1942
  - «Дочка»

- 1943
  - «Давид-Бек»
  - «Жена гвардейца»

- 1944
  - «Однажды ночью» («Невеста»)

- 1947
  - «Анаит»

- 1949
  - «Девушка Араратской долины»

- 1950
  - «Второй караван»

### 1951—1960
- 1954
  - «Мелочь»
  - «Смотрины»
  - «Тайна горного озера»

- 1955
  - «В поисках адресата»
  - «Золотой бычок»
  - «Призраки покидают вершины»

- 1957
  - «Лично известен»
  - « Сердце матери»

- 1958
  - «Песня первой любви»
  - «О чём шумит река»

- 1960
  - «Голоса нашего квартала»
  - «К вершинам»
  - «Парни музкоманды»
  - «Рожденные жить»
  - «Саят-Нова»
  - «Северная радуга»

### 1961—1970
- 1962
  - «Двенадцать спутников»
  - «Дорога»
  - «Перед рассветом»
  - «Тжвжик» («Печенка»)
  - «Губная помада № 4»

- 1963
  - «Путь на арену» — первый цветной игровой фильм

- 1965
  - «Здравствуй, это я!»
  - «Чрезвычайное поручение»

- 1967
  - «Треугольник»
  - «Акоп Овнатанян»

- 1968
  - «Цвет граната» («Саят-Нова»)
  - «Братья Сарояны»

- 1969
  - «Взрыв после полуночи»
  - «Мы и наши горы»

- 1970
  - «Выстрел на границе»
  - «2-Леонид-2»
  - «Кум Моргана»
  - «Ленин и Али»
  - «Отзвуки прошлого»
  - «Родник Эгнар»
  - «У колодца»
  - «Фотография»
  - «Саят Нова»

### 1971—1980
- 1971
  - «Хатабала»
  - «Хижины надежды»
  - «Хлеб»

- 1972
  - «Айрик» (ПАПА)
  - «Армянские фрески»
  - «Возвращение»
  - «Мужчины»
  - «Памятник»
  - «Хроника ереванских дней»

- 1973
  - «Аршак»
  - «За час до рассвета»
  - «Печальное происшествие с хорошим концом»
  - «Последний подвиг Камо»
  - «Приключения Мгера в отпуске»
  - «Терпкий виноград» («Давильня»)
  - «Утёс»
  - «Хаос»

- 1974
  - «Желтый тондыр»
  - «Здесь, на этом перекрестке»
  - «Односельчане»
  - «Твёрдая порода»
  - «Ущелье покинутых сказок»
  - «Человек из Олимпа»

- 1975
  - «В горах моё сердце»
  - «Вдохновение» («Концерт для деда Воскана»)
  - «Вода наша насущная» («Белые берега»)
  - «Место под солнцем»
  - «Невеста с севера»
  - «Рыжий самолёт»
  - «Снова пришло лето» («Лебедь»)
  - «Этот зелёный, красный мир»

- 1976
  - «Август»
  - «Багдасар разводится с женой»
  - «И тогда ты вернешься…»
  - «На дороге»
  - «Оркестр прошёл по улице»
  - «Рождение»

- 1977
  - «Каменная долина»
  - «Наапет»
  - «Осеннее солнце»
  - «Поклонись наступившему дню»
  - «Председатель ревкома»
  - «Приехали на конкурс повара»
  - «Солдат и слон»

- 1978
  - «Аревик»
  - «Дерево Сероба»
  - «Ещё пять дней»
  - «Звезда надежды»
  - «Звёздное лето»
  - «Конец игры»
  - «Нейтральная ситуация»
  - «Снег в трауре»
  - «Ссыльный 011»
  - «Мхитар Спарапет»

- 1979
  - «Голубой лев»
  - «Дзори Миро»
  - «Добрая половина жизни»
  - «Живите долго»
  - «Легенда о скоморохе»
  - «О, Геворк!»
  - «Умри на коне»
  - «Шелковица»
  - «Эй, кто-нибудь»

- 1980
  - «Автомобиль на крыше»
  - «Восьмой день творения»
  - «Крупный выигрыш»
  - «Немой свидетель»
  - «Отель „Бабушка“»
  - «Полёт начинается с земли»
  - «Пощёчина» («Кусок неба»)
  - «Там, за семью горами»

### 1981—1990
- 1981
  - «Восточный дантист»
  - «Командировка в санаторий»
  - «Лирический марш»
  - «Подснежники и эдельвейсы»
  - «Прощание за чертой»
  - «Скромный человек»

- 1982
  - «Гикор»
  - «Как это случилось?»
  - «Капля мёда»
  - «Кориолан»
  - «Крик павлина»
  - «Механика счастья»
  - «Песнь прошедших дней»
  - «Происшествие в июле»
  - «Самая теплая страна»
  - «Схватка»

- 1983
  - «Ануш»
  - «Зажжённый фонарь»
  - «Кочари»
  - «Мама Ануш»
  - «Огонь, мерцающий в ночи» («Микаел Налбандян»)
  - «Парикмахер, дяде которого дрессированный тигр отгрыз голову»
  - «Пожар»
  - «Полустанок»
  - «Хозяин»
  - «Цена возврата»
  - «Частный случай»

- 1984
  - «Белые грёзы»
  - «Всадник, которого ждут»
  - «Земля и золото»
  - «Мы ещё встретимся»
  - «Происшествие»
  - «Тропинка в небо»

- 1985
  - «Алмаст»
  - «Апрель»
  - «Доброе утро»
  - «Как кот ремеслу учился»
  - «Капитан Аракел»
  - «Куда идёшь, солдат?»
  - «Последнее воскресенье»
  - «Танго нашего детства»
  - «Яблоневый сад»

- 1986
  - «День бумажного змея»
  - «Каникулы у моря»
  - «Одинокая орешина»
  - «Пока живём…»
  - «Три золотых правила»
  - «Чужие игры»

- 1987
  - «Аптека на перекрёстке»
  - «Дорога к Давиду Сасунскому»
  - «Квартет»
  - «На дне»
  - «Несчастный случай»
  - «Пять писем прощания»
  - «Тринадцатый апостол»

- 1988
  - «Аршак II»
  - «Белая кость»
  - «Дыхание»
  - «Коле»
  - «Самая холодная зима с 1854 года»
  - «Тайный советник»
  - «Удару навстречу»

- 1989
  - «Белая ночь для слепого гонца»
  - «Боже, за что?» («Ход чёрных»)
  - «Ветер забвения»
  - «И повторится всё…»
  - «Лицом к стене» при участии Госкино СССР
  - «Обычное дежурство»
  - «Там, где небо лежит на земле»
  - «Фокусник»

- 1990
  - «Кровь»
  - «Счастье»
  - «Тоска»

### 1991—2000
- 1991
  - «Возвращение на обетованную землю»
  - «Глас вопиющий…»
  - «Загнанные»
  - «Проклятые»
  - «Три мореходца в жаркой пустыне»
  - «Утерянный рай»

- 1992
  - «Авлос»
  - «Где ты был, человек божий?»
  - «Товарищ Панджуни»

- 1993
  - «Бюст»
  - «Катастрофа»
  - «Ной»
  - «P.S.» (Постскриптум)
  - «Финиш»
  - «Хорсия»

- 1994
  - «Инспектор»
  - «Мираж»
  - «Последняя станция» совместно с «PAREV PRODUCTION» (Франция)
  - «Сестричка из Лос-Анджелеса» при участии «BFC Inc.», США

- 1995
  - «Весы»
  - «Вор»
  - «Лабиринт» совместно с «BOOMERANG PRODUCTION» (Франция) и при участии: K. F. a. s. STUDIO 1 (Чехия), «SIRENA FILM» (Чехия)

- 1996
  - «Господи, помилуй»
  - «Чёрное и белое»
  - «Наш двор 1»

- 1997
  - «Пробоина» («Чёрная стена»)
  - «Наше село (Мер Гюх)»

- 1998
  - «Надежды смерти»

- 1999
  - «Иди с миром»
  - «Листопад над Антаресом»
  - «Силуэт» («Грёзы»)

- 2000
  - «Герострат»
  - «Пьерлекино или Легче воздуха»
  - «Сумасшедший ангел»

### 2001—2010
- 2001
  - «Весёлый автобус»
  - «Обыкновенный инстинкт»
  - «Симфония молчания»

- 2002
  - «На пороге»
  - «Арарат»

- 2003
  - «Документалист»
  - «Водка-Лимон»

- 2006
  - «Добро пожаловать в Нагорный Карабах-Арцах»
  - «Маяк»

- 2007
  - «Ми вахецир (Не бойся)»

- 2008
  - «Нестреляные патроны» (2008)

- 2009
  - «Граница»

- 2010
  - «Из Арарата в Сион»
  - «Столица»
  - «Требуется миллионер»
  - «Артист»

### 2011—2020
- 2011
  - «Жених из цирка»
  - «Ала Бала Ница»
  - «Пепельница»
  - «На Дороге»
  - Хождение 2011—2012
- 2012
  - Глас молчания / (2012)
  - Погружение в огонь — (2012)
- 2013
  - ՑԱՍՈՒՄ Sarsap / Ужас—2013
  - Завтрак для двоих — 2013
  - Կաուչո — Каучо — Caucho (2013)
  - Сон белого ягнёнка − 2013
  - Прерванное детство — 2013
  - Беги к своей жене (2013)
  - Нейтральная зона 2013
  - Заменяющий — Replacer — 2013
  - Охотник — The Hunter — 2013—2014
- 2014
  - Требуется Миллионер − 2014
  - Память − 2014
  - Супер Мама (2014)
  - Оглянись (2014)
  - Вместо другого (2014)
  - Домик в сердце (2014)
  - Папарацци (2014)
  - Маленький зять (2014)
  - Мертвая долина (2014)
  - Один человек вас любит — 2014
  - Залив полумесяца (2014)
  - Романтики — 2014
  - Нет выхода − 2014
  - Спасибо, Пап — Thank You, Dad (2014)
  - Համար վեց — № 6 2014
  - Игра по моим правилам — 2014
  - Тени в раю — 2014
  - Память (2014)
  - Непрощённые 2014
  - Один в новом доме (2014)
  - В лагере (2014)
  - Подъезд 2014

## Короткометражные фильмы
- «01-99» — 1959
- «Золотой бычок»
- «Шелковица»
- «Милиционер»
- «65»
- «Граница»

## Мультфильмы
- «Волшебный ковер» (1948)
- «Про Чика-хвастунишку» (Сборник мультфильмов) Совместное производство: Киностудия «Союзмультфильм», Ереванская киностудия, Тбилисская киностудия (1948—1951)
- «Охотники» (1977)
- «Кикос» (1979)
- «Три синих, синих озера малинового цвета» (1981)
- «Кто расскажет небылицу?» (1982)
- «Ух ты, говорящая рыба!» (1983)
- «В синем море, в белой пене…» (1984)
- «Ишь ты, масленица!» (1985)
- «Урок» (1987)
- «Таверна» (2004)